# Polydesmus japonicum
Polydesmus japonicum är en mångfotingart som beskrevs av Peters 1864. Polydesmus japonicum ingår i släktet Polydesmus och familjen plattdubbelfotingar. Inga underarter finns listade i Catalogue of Life.